# Cedar Grove Lodge
Le Cedar Grove Lodge est un lodge américain dans le comté de Fresno, en Californie. Situé dans la Sierra Nevada, il est protégé au sein du parc national de Kings Canyon, dont il est le seul hôtel avec le John Muir Lodge. Comme ce dernier, il est géré par Delaware North.